# KGB (poprock-együttes)
A KGB egy magyar könnyűzenei együttes. A nevük a Kiss-Gidófalvy Band-ból alkotott betűszó. Az ő nevükhöz fűződik a Kisváros című filmsorozat számos betétdala.
Az országos ismertséget az 1993 nyarán debütáló Kisváros-sorozathoz készített három főcímzene – Az én városom, Nincs Üzenet, Sose múljon el – és a benne felcsendülő számos betétdal hozta meg. A KGB tagjai hét alkalommal – magukat alakítva – szerepeltek is a szériában. A Kisváros 2001-ben fejeződött be, a nyolc év alatt a nézők csaknem kétszáz részt láthattak.
A filmzenével három KGB-lemez jelent meg és több videoklip készült. 2016-ban újra megjelentek a zenekar dalai, a Hammer Records gondozásában, Kiss Zoltán Zéró szólóalbumával együtt. A megjelenés kapcsán a 2016 szeptemberi Fáraó-klubkoncerten négy KGB-dal (Az én városom, Nincs üzenet, Őrült nyár, Sose múljon el) is elhangzott, az alábbi felállásban: Kiss Zoltán Zéró - basszusgitár, ének, Gidófalvy Attila- gitár, ének, Kelemen Tamás-gitár, vokál, ifj. Gidófalvy Attila- gitár, Gyurik Lajos - dob.
Kiss Zoltán Zéro zeneszerző, szövegíró, énekes és basszusgitáros nemrég döntött úgy, hogy egy megújult formációval ismét életre hívja a KGB-t – közölte a zenekar az MTI-vel.
Az új, trió felállásban Kiss zenésztársa Kelemen Tamás, az Emelet gitárosa, valamint Lobó-Szalóky Lázár, a Dirty Slippers frontembere, aki 2019-től a KGB-Kisváros produkció akusztikus gitárosa. Mint írták, Zéro és Kelemen évek óta együtt zenél a Fáraó együttesben is.
A három zenész első alkalommal együtt a színpadon a 20. Őrmező Ünnepe Fesztiválon volt látható.

## Tagok
- Gidófalvy Attila – billentyűs és ütős hangszerek, gitár, basszus, vokál (1993–1995, 2016–2020.2022-)
- Kiss Zoltán Zéró – basszusgitár, ének, vokál (1993–)
- Kelemen Tamás – gitár, vokál (1995, 2016, 2019–)
- Kocsándi Andrea – konga (1995)
- Lobó-Szalóky Lázár – akusztikus gitár (2019–)

## Lemezeik
- 1993 - Kisváros (A tévéfilmsorozat zenéje)
- 1995 - Szigorúan titkos (A Kisváros addig kiadatlan dalai. Az album 1996-ban - egy kiadóváltást követően /Polygram Zebra --> LXR Music/ - új borítóval megjelent "Szigorúan nyilvános!" címmel CD-n és kazettán.)
- 1997 - Lábnyomok a parton (Kiss Zoltán szólóalbuma, de három KGB - Kisváros dal is megtalálható rajta.)
- 2016 - Kisváros + Kiss Zoltán Zéro- Lábnyomok a parton (2016) - Az együttes zenei kiadványainak két lemezes újrakiadása a Hammer Records kiadó gondozásában.